# Молодовская культура
Мо́лодовская культура — археологическая культура с мустьерской индустрией верхнего палеолита. Названа по стоянке Молодова близ города Черновцы на Украине.
Представлена группой археологических памятников в долине реки Днестр (стоянки Молодова I, Молодова V, Кормань 4). На всех памятниках представлены многочисленные мустьерские и позднепалеолитические культурные слои.
Для кремнёвого инвентаря характерна довольно совершенная леваллуазская техника раскола. Среди орудий труда больше всего представлены разнообразные скребла, леваллуазские острия и мустьерские остроконечники. На стоянке Молодова 1 обнаружено первое мустьерское жилище овальной формы размером 7×10 м. Было обложено по периметру крупными костями мамонта. Внутри жилища обнаружено 15 очагов, выразительные производственные центры. Остатки аналогичных жилищ обнаружены на стоянках Молодова 5 и Кормань 4.